# Tajči
Tajči Cameron, född Tatjana Matejaš 1 juli 1970 i Zagreb, är en kroatisk sångerska. Tajči är bosatt i USA och har även amerikanskt medborgarskap.
År 1990 vann hon den nationella uttagningen för att få representera Jugoslavien i Eurovision Song Contest 1990. Eftersom gruppen Riva vunnit tävlingen år 1989 hölls tävlingen detta år i Jugoslavien och Zagreb. Hon tävlade med låten "Hajde da ludujemo" och med 81 poäng slutade hon på en 7:e plats av 22 deltagare.
Tajči lämnade sitt hemland år 1992 och flyttade till USA. Där träffade hon sin blivande man, Matthew Cameron, som hon gifte sig med år 2000.

## Diskografi
- Hajde da ludujemo (1990)
- Bube u glavi (1991)
- Struggles & Graces (1997)
- Now and Forever (2000)
- Emmanuel - The Story of Christmas (2002)
- Let It Be - Mary's Story (2003)
- I Thirst (2004)
- Zlatna kolekcija (2004)
- A Chance to Dream (2006)
- Need A Break (2008)